# Жун
Жун (на китайски: 戎; на пинин: Róng) или сижун (西戎) е общо наименование, използвано в китайските източници от епохата Джоу (11-3 век пр.н.е.) и след това за обозначаване на некитайските народи, живеещи на запад от Китай. По този начин те се разграничават от северните (бейди), източните (дуни) и южните (нанман) варвари. Смята се, че повечето от народите жун говорят различни тибето-бирмански езици. През Периода на воюващите държави част от народите жун са подчинени от царството Цин и са частично китаизирани.
Според някои източници от 7 век усуните, един от народите жун, имат европеидни расови характеристики — зелени очи и червена коса.